# José de Jesús Mendoza
José de Jesús Mendoza (* 10. Januar 1979 in Mexiko-Stadt) ist ein ehemaliger mexikanischer Fußballspieler, der vorwiegend im offensiven Mittelfeld eingesetzt wurde. 

## Leben

### Verein
Jesús Mendoza begann seine Profikarriere in der Saison 1996/97 beim Club León. Vor der Saison 1999/00 wechselte er zu Chivas Guadalajara und ein Jahr später zu dessen Erzrivalen América, bei dem er bis Mitte 2005 unter Vertrag stand und mit dem er zwei Meistertitel sowie 2001 den CONCACAF Giants Cup – beim 2:0-Finalsieg über DC United gehörte er neben Octavio Valdez zu den Torschützen – gewann. Unterbrochen war seine fünfjährige Dienstzeit bei América nur von einer halbjährlichen Ausleihe an den CF Monterrey Anfang 2003, die für Mendoza mit einem weiteren Meistertitel gekrönt wurde. 
Seit seinem Wechsel zum San Luis FC im Sommer 2005 war er bei keinem Verein mehr als eine Saison tätig und spielte zuletzt in der Saison 2011/12 für den Celaya FC.

### Nationalmannschaft
Sein Debüt im Dress der mexikanischen Nationalmannschaft gab Mendoza am 17. November 1998 in einem Freundschaftsspiel gegen El Salvador, das mit 2:0 gewonnen wurde. Sein letzter Länderspieleinsatz fand am 31. März 2004 in einem Testspiel gegen Costa Rica statt, das ebenfalls mit 2:0 gewonnen wurde. Sein einziges Länderspieltor erzielte Mendoza beim 1:2 gegen Jugoslawien am 13. Februar 2002. Neun von elf Länderspielen, in denen Mendoza mitwirkte, waren Testspiele; seine beiden einzigen Pflichtspieleinsätze fanden im Rahmen des CONCACAF Gold Cup 2000 gegen Guatemala (1:1) und Kanada (1:2 nach Golden Goal) statt.

## Erfolge
- Mexikanischer Meister: Verano 2002, Clausura 2003, Clausura 2005